# Norderney
Norderney (nel basso-tedesco della Frisia Orientale: Nördernee; 26,29 km²; 6.000 ab. ca.) è la più popolata e la seconda per grandezza (dopo Borkum) delle Isole Frisone Orientali (Ostfriesische Inseln), gruppo di isole tedesche sul Mare del Nord, appartenenti al land Bassa Sassonia (Niedersachsen, Germania nord-occidentale).

Dal punto di vista amministrativo, l'isola è un comune del circondario di Aurich (targa: AUR), a cui appartengono anche le isole di Juist e Baltrum
L'isola è collegata alla terraferma da traghetti in partenza da Norddeich e fa parte - come le altre isole dell'arcipelago - del Parco nazionale del Wattenmeer della Bassa Sassonia.

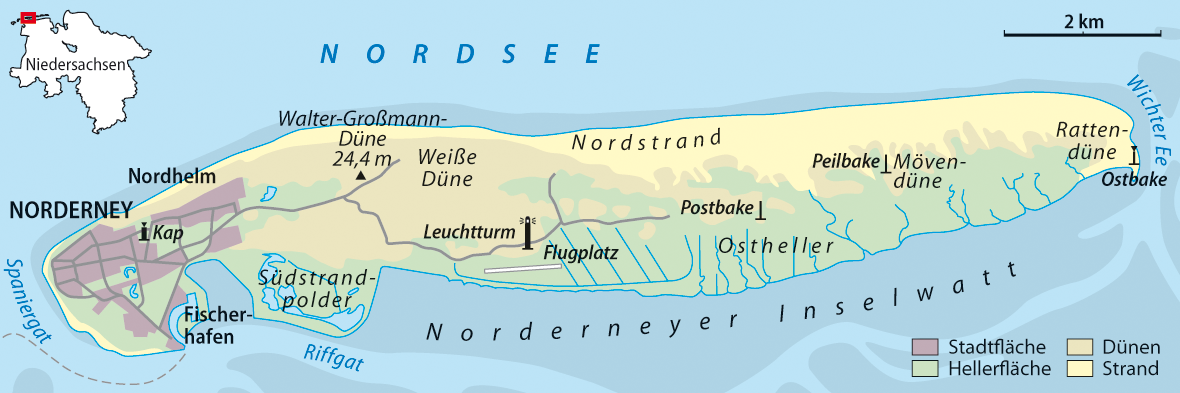
L'isola frisone di Norderney

## Geografia fisica

### Collocazione
Norderney è - considerando solo le isole abitate - la terza isola da ovest delle Isole Frisone Orientali e si trova tra le isole di Juist (situata ad ovest di Norderney) e di Baltrum, al largo delle località di Norddeich (sobborgo di Norden) e Neßmersiel (sobborgo di Dornum).